# Terroranschlag am Flughafen Wien-Schwechat
Der Terroranschlag auf den Schalter der israelischen El-Al-Linie auf dem Flughafen Wien-Schwechat ereignete sich am 27. Dezember 1985, als drei palästinensische Terroristen mit Handgranaten und Sturmgewehren eine Passagierschlange, die auf die Abfertigung für einen El-Al-Flug wartete, angriffen. Dabei und bei der anschließenden Verfolgung der Täter wurden vier Menschen getötet und 39 weitere verletzt.

## Ablauf
Am Freitag, dem 27. Dezember 1985, gegen 9 Uhr früh gelangten drei palästinensische Terroristen über die Treppe an der Ostseite des Flughafengebäudes zur Abflughalle und rollten eine Rauch- und drei Handgranaten in eine Passagierschlange, die an den Schaltern Drei und Vier auf die Abfertigung des El-Al-Fluges warteten. Danach eröffneten sie mit Kalaschnikow-Sturmgewehren das Feuer. Polizei-Revierinspektor Peter Pruckner von der Hundestaffel erwiderte als erster das Feuer auf die Terroristen von einer Balustrade oberhalb der Schalterebene aus und wurde kurz darauf von einem Kollegen unterstützt. Die Schüsse alarmierten auch die beiden israelischen Sicherheitsbeamten am El-Al-Schalter, die ebenfalls die Attentäter unter Feuer nahmen und auf diese Weise ein weiteres Vordringen der Terroristen in die Halle verhinderten. In der Zwischenzeit hatten österreichische Kriminalbeamte ebenfalls in das Gefecht eingegriffen. Insgesamt fielen fast 200 Schüsse. Dabei kamen der Österreicher Ekhart Karner und der Israeli Elias Jana ums Leben. 39 Personen wurden verletzt, darunter 23 Österreicher. Unter den Verletzten war auch der theoretische Physiker und damalige CERN Council Präsident Wolfgang Kummer. Am 22. Jänner 1986 erlag die 26-jährige Lehrerin Elisabeth Kriegler ihren Verletzungen, die sie durch den Splitter einer Handgranate erlitten hatte.
Anschließend raubten die Attentäter vor dem Flughafengebäude einen PKW und flüchteten. In der Nähe von Fischamend auf der Preßburger Bundesstraße wurden sie von der Polizei gestellt. Bei einem anschließenden Schusswechsel starb der Terrorist Abdel Aziz Merzoughi. Die beiden anderen (Mongi Ben Abdollah Saadaoui und Tawfik Ben Ahmed Chaovali) wurden schwer verletzt festgenommen und ins Wiener Allgemeine Krankenhaus eingeliefert. Sie haben sich dort zur Fatah-Splittergruppe Abu Nidals („Fatah – Revolutionärer Rat“) bekannt.
Der Flugbetrieb in Schwechat wurde kurz nach 11 Uhr wieder aufgenommen. Es wurden sowohl Landungen als auch Starts durchgeführt. Das Flughafengebäude war unter strengen Sicherheitsvorkehrungen für die Passagiere offen. Beim Abflug wurde noch bis etwa 13 Uhr mit Verzögerungen gerechnet. Der Flughafen und die Umgebung wurden zu Mittag noch nach Spuren und eventuellen Hintermännern des Anschlags durchsucht. Zeitgleich verübte eine zweite Terrorgruppe auf dem Flughafen Rom-Fiumicino einen ähnlichen Anschlag, bei dem 16 Menschen starben und Dutzende verletzt wurden.

## Reaktionen und Folgen
In einem Telefongespräch versicherten der italienische Staatspräsident Francesco Cossiga und Bundespräsident Rudolf Kirchschläger einander eine engere Zusammenarbeit im Kampf gegen den Terrorismus auf nationaler und internationaler Ebene. Gleichzeitig betonten die beiden Staatschefs ihre Entschlossenheit, den Terrorismus mit allen Mitteln zu bekämpfen, sich jedoch durch derartige terroristische Gewaltakte nicht von der bisherigen Friedenspolitik abbringen zu lassen.
Der Präsident der El Al-Luftfahrtgesellschaft Hargil reiste aus Tel Aviv nach Österreich, um Innenminister Karl Blecha persönlich seinen eigenen Dank und den Dank des israelischen Verkehrsministers Corfu für den nach Ansicht der Israelis eindrucksvollen Einsatz der österreichischen Exekutive bei dem Terrorüberfall in Schwechat auszudrücken.
Oberstleutnant Alfred Rupf, Leiter der Kriminalpolizei am Flughafen Wien-Schwechat, erklärte, dass in Zukunft die Sicherheitsmaßnahmen rigoros verstärkt würden.
Der SPÖ-Abgeordnete Paul Posch forderte als Sofortmaßnahme die Einreisebestimmungen für Personen aus bestimmten Staaten zu verschärfen.
Aus Anlass dieses Anschlages wurde von der Polizei am Flughafen die Einsatzabteilung Kranich ins Leben gerufen, die durch spezielle Ausbildung und Ausrüstung, wie etwa einem Pandur-Radpanzer, für terroristische Bedrohungen gerüstet ist.
1987 verurteilte ein Wiener Gericht die Terroristen zu lebenslangen Haftstrafen.
Einer der beiden überlebenden Attentäter, Mongi Ben Abdollah Saadaoui, wurde 2008 nach 22-jähriger Haft aus der Justizanstalt Stein entlassen, mit einem zehnjährigen Einreiseverbot für Österreich belegt und durfte nach Jordanien ausreisen.
Tawfik Ben Ahmed Chaovali verstarb nach 38 Jahren in Haft am 18. September 2024 im österreichischen Gefängnis Krems-Stein.
Im Jahr 2013 wurden den Opfern sowohl dieses Anschlags, als auch jenen am Flughafen Rom-Fiumicino von einem amerikanischen Gericht eine Entschädigung in der Höhe von einer Milliarde US-Dollar pro Person zugesprochen, die von den Staaten Libyen und Syrien eingetrieben werden müssten, was sich aber eher als theoretische Forderung stellen wird. Bei dieser Summe handelt es sich um eine der höchsten in USA jemals bei Gericht festgelegte Summe.